# Euphaedra (Gausapia) barnsi
Euphaedra (Gausapia) barnsi es una especie de  Lepidoptera de la familia Nymphalidae,  subfamilia Limenitidinae, tribu Adoliadini, pertenece al género Euphaedra, subgénero (Gausapia).

## Distribución
Se encuentra en Zaire, Ruanda y Burundi, (África). 